# Tithraustes
Tithraustes är ett släkte av fjärilar. Tithraustes ingår i familjen tandspinnare.

## Dottertaxa tillTithraustes, i alfabetisk ordning[1]
- Tithraustes albifera
- Tithraustes albilinea
- Tithraustes albinigra
- Tithraustes albitumida
- Tithraustes aliena
- Tithraustes augustimacula
- Tithraustes basalis
- Tithraustes bialbifera
- Tithraustes butes
- Tithraustes caliginosa
- Tithraustes chloris
- Tithraustes cistrina
- Tithraustes cistrinoides
- Tithraustes cletor
- Tithraustes condensata
- Tithraustes coniades
- Tithraustes creon
- Tithraustes crypsispila
- Tithraustes deiphon
- Tithraustes demades
- Tithraustes dryas
- Tithraustes erymas
- Tithraustes esernius
- Tithraustes eteocles
- Tithraustes fulvipalpis
- Tithraustes fumosa
- Tithraustes haemon
- Tithraustes halesius
- Tithraustes inaequiplaga
- Tithraustes latialbata
- Tithraustes longipennis
- Tithraustes maximus
- Tithraustes mexicana
- Tithraustes mirma
- Tithraustes moerens
- Tithraustes nasor
- Tithraustes nervosus
- Tithraustes nigrifascia
- Tithraustes noctiluces
- Tithraustes phaeton
- Tithraustes pyrifera
- Tithraustes quinquepunctata
- Tithraustes salvini
- Tithraustes semilugens
- Tithraustes seminigrata
- Tithraustes subalbata
- Tithraustes submaxima
- Tithraustes suffumosa
- Tithraustes thanatosa
- Tithraustes undulata